# Supercopa de Andorra 2019
La Supercopa Andorrana 2019 fue la XVII edición del torneo. Se disputó a un único partido el 18 de septiembre en el Estadio Comunal de Andorra la Vieja.
Esta edición de la Supercopa enfrentó el campeón de Liga de la temporada 2018-19, el FC Santa Coloma, y el Engordany, campeón de la Copa Constitució de la misma temporada.
El FC Santa Coloma se impuso por 2-1 al Engordany  adjudicándose el título por séptima vez.

## Equipos participantes
|  | FC Santa Coloma |  |  | Campeón de la Primera División de Andorra (2018-19) |
|  | Engordany       |  |  | Campeón de la Copa Constitució (2019)               |

## Final
| 18 de septiembre de 2019, 21:00 | Engordany            | 1:2 (1:1) | FC Santa Coloma                  | Estadio Comunal, Andorra la Vieja          |                                            |
|                                 | - Sebastián Pérez 6' | Reporte   | - 29' Escolano - 57' Luis Blanco | Árbitro(s): Bruno Felipe Parente Fernandes | Árbitro(s): Bruno Felipe Parente Fernandes |

### Campeón
| Campeón Supercopa de Andorra 2019 |
| --------------------------------- |
| FC Santa Coloma 7° título         |